# أولزاي
أولزاي، (بالإنجليزية: Olzai)، (سردينيا: Ortzài) هي بلدية، في مقاطعة نوورو في إقليم سردينيا الإيطالي، وتقع على بعد حوالي 110 كم (68 ميل) شمال كالياري وحوالي 20 كم (12 ميل) جنوب غرب نوورو.

## السكان
في سنة 1861 بلغ عدد السكان 1٬220 نسمة، وتطور العدد ليصل في سنة 2011 لـ 903 نسمة.
يظهر هذا المخطط البياني تطور النمو السكاني لـ أولزاي